# Кубок КСХС по футболу 1924
Кубок КСХС по футболу 1924 года, официально называвшийся «Кубком короля Александра» (сербохорв. Kup kralja Aleksandra 1924. / Куп краља Александра 1924.) — первый кубковый турнир, проведённый Югославским футбольным союзом среди сборных команд городов — центров местных союзов. Второй розыгрыш футбольного кубка Королевства сербов, хорватов и словенцев.

## Ход турнира
В турнире участвовали сборные местных футбольных союзов: Белград, Загреб, Любляна, Осиек, Сараево, Сплит и Суботица. Из-за нечётного числа участников одна из команд, сборная Любляны, прошла в полуфинал напрямую. Хотя официально в кубке участвовали сборные команды, за Сплит весь турнир играли исключительно футболисты «Хайдука» (по этой причине матчи сборной Сплита в этом розыгрыше кубка внесены в официальный список матчей «Хайдука»). Кроме того, в четвертьфинальных встречах только игроки ХАШК выступали за Загреб, а сборная Белграда была целиком представлена игроками «Югославии».
Главными фаворитами турнира считались сборные Белграда и Загреба, но обе команды проиграли свои четвертьфинальные матчи Суботице и Осиеку соответственно. Сборная Загреба всё же прошла в полуфинал, поскольку результат матча Осиек — Загреб был аннулирован, а Осиеку засчитано техническое поражение из-за участия в игре дисквалифицированного футболиста Франё Розмана. В полуфинале сборная Загреба победила дома Любляну со счётом 3:2 в дополнительное время. Другой полуфинал проходил при полном доминировании Сплита, футболисты Суботицы смогли навязать борьбу только в первом тайме, завершившимся вничью 1:1. После перерыва сплитчане забили 4 безответных мяча, причём счёт мог становиться и крупнее.
В финале в Белграде встретились Загреб и Сплит. В первом тайме сильный попутный ветер сопровождал атаки Загреба, и его футболистам удалось забить 3 безответных мяча: сначала после удара Эмила Першки на добивании удачно сыграл Франё Мантлер, затем после ошибки сплитского вратаря Марина Браевича отличился Владимир Винек, а третий мяч забил Рудолф Хитрец. С самого начала второго тайма Сплит пошёл в атаку и создал множество опасных моментов, но Любомир Бенчич не забил пенальти, а двух забитых Антуном и Мирко Боначичами мячей не хватило для ничьей. Сплитчане продолжали атаковать до самого конца игры, но безрезультатно. Финальный матч завершался в присутствии королевской четы: короля Александра и королевы Марии, прибывших на стадион в перерыве. По окончании игры королю и королеве были представлены все игроки команд-финалистов, а футболистам Загреба был вручён золотой королевский кубок. Антун Боначич, забивший 5 мячей в 3 матчах, стал лучшим бомбардиром турнира.

## Результаты матчей

### Четвертьфиналы
| 24 августа 1924                                                   | \| Сплит \| 6:0 \| Сараево \| \| Бенчич 5′, 68′ · А. Боначич 52′, 85′ · М. Боначич 61′ · Радич 89′ \| Голы \| \| | Сплит, «Стари плац» Зрителей: 3000 Судья: Мирко Бензон (Загреб) |
| Сплит                                                             | 6:0 | Сараево                                                         |
| Бенчич 5′, 68′ · А. Боначич 52′, 85′ · М. Боначич 61′ · Радич 89′ | Голы |                                                                 |

| 24 августа 1924        | \| Осиек \| 3:2 −:+ \| Загреб \| \| Рафай ?, ? · Момиров ? \| Голы \| ? Премерл · ? \| | Осиек, «Амброзия» Зрителей: 1500 Судья: Йенё Балаж (Суботица) |
| Осиек                  | 3:2 −:+                                                                                | Загреб                                                        |
| Рафай ?, ? · Момиров ? | Голы                                                                                   | ? Премерл · ?                                                 |

| 24 августа 1924                    | \| Суботица \| 3:2 \| Белград \| \| Ковач 23′ · Шаллер 51′, 81′ (пен.) \| Голы \| 4′ Йованович · 74′ Джюрич \| | Суботица, «Бачка» Зрителей: 4000 Судья: Вилко Бркич (Загреб) |
| Суботица                           | 3:2 | Белград                                                      |
| Ковач 23′ · Шаллер 51′, 81′ (пен.) | Голы | 4′ Йованович · 74′ Джюрич                                    |

### Полуфиналы
| 14 сентября 1924            | \| Загреб \| 3:2 \| Любляна \| \| Першка 60′, ? · Мантлер 86′ \| Голы \| 26′ Певалек · 46′ Доберлет \| | Загреб, «Виктория» Зрителей: 3000 Судья: Бранимир Велькович (Белград) |
| Загреб                      | 3:2 | Любляна                                                               |
| Першка 60′, ? · Мантлер 86′ | Голы                                                                                                   | 26′ Певалек · 46′ Доберлет                                            |

| 14 сентября 1924    | \| Суботица \| 1:5 \| Сплит \| \| Белеслин 42′ (пен.) \| Голы \| 39′ Радич · 53′ Ш. Подуе · 56′, 70′ А. Боначич · 71′ (пен.) Бенчич \| | Суботица, «Бачка» Зрителей: 3500 Судья: Станойло Йоксич (Белград)  |
| Суботица            | 1:5 | Сплит                                                              |
| Белеслин 42′ (пен.) | Голы | 39′ Радич · 53′ Ш. Подуе · 56′, 70′ А. Боначич · 71′ (пен.) Бенчич |

### Финал
| 5 октября 1924 | \| Загреб \| 3:2 \| Сплит \| \| Мантлер 11′ · Винек 25′ · Хитрец 27′ \| Голы \| 60′ А. Боначич · 68′ М. Боначич \| | Белград, БСК Зрителей: 6000 Судья: Станойло Йоксич (Белград) |
| Составы: Загреб: Фридрих, Врбанчич, Дасович, Хитрец, Рупец, Гёц, Бабич, Винек, Першка, Мантлер, Плацериано Сплит: Браевич, Родин, Дуймович, Кесич, Боровчич-Курир, В. Подуе, Ш. Подуе, Бенчич, М. Боначич, А. Боначич, Радич | |                                                              |
| Загреб | 3:2 | Сплит                                                        |
| Мантлер 11′ · Винек 25′ · Хитрец 27′ | Голы | 60′ А. Боначич · 68′ М. Боначич                              |

## Состав победителей
Загреб: Драгутин Бабич («Граджянски», 2 матча), Миливой Бенкович (ХАШК, 2), Степан Боцак («Конкордия», 1), Эгон Вассерлауф (ХАШК, 1), Владимир Винек (ХАШК, 1, 1 гол), Степан Врбанчич (ХАШК, 1), Драгутин Врджюка («Граджянски», 1, −2), Виктор Гёц («Граджянски», 2), Эуген Дасович («Граджянски», 1), Бранко Зиная (ХАШК, 2), Джюро Кан (ХАШК, 1), Мирко Криж (ХАШК, 2), Бранко Кунст (ХАШК, 1), Франё Мантлер («Граджянски», 2, 2), Иван Марьянович (ХАШК, 1), Алфонс Пажур («Конкордия», 1), Эмил Першка («Граджянски», 2, 2), Эуген Плацериано (ХАШК, 2), Даниел Премерл (ХАШК, 1), Густав Ремец («Граджянски», 1), Рудольф Рупец («Граджянски», 1), Драгутин Фридрих (ХАШК, 2, −2), Рудолф Хитрец («Граджянски», 1, 1).
- Примечание: в списке учтён аннулированный четвертьфинальный матч Осиек — Загреб, но не учтены забитые в нём мячи.